# LMFA9 2019
La LMFA9 2019 (ufficialmente 2018-2019) è la 6ª edizione del campionato di football a 9, organizzato dalla FMFA.

## Squadre partecipanti
| Club                   | Città               | Stadio | Sponsor ufficiale | Risultato nella stagione 2018 |
| ---------------------- | ------------------- | ------ | ----------------- | ----------------------------- |
| Alcorcón Smilodons     | Alcorcón            |        |                   |                               |
| Las Rozas Black Demons | Las Rozas de Madrid |        | LG OLED           |                               |
| Madrid Capitals        | Madrid              |        |                   |                               |
| Majadahonda Wildcats   | Majadahonda         |        |                   |                               |
| Osos de Rivas          | Rivas-Vaciamadrid   |        |                   |                               |
| Pinto Goldbats         | Pinto               |        |                   |                               |
| Toros de Madrid        | Madrid              |        |                   |                               |
| Tres Cantos Jabatos    | Tres Cantos         |        |                   |                               |

## Stagione regolare

### Calendario

#### 1ª giornata
| Alcobendas 19 gennaio 2019, ore 12:00 | Osos de Rivas | 44 – 0 referto | Pinto Goldbats | Polideportivo Municipal Jose Caballero |

| Madrid 19 gennaio 2019, ore 12:15 | Toros de Madrid | 20 – 34 referto | Alcorcón Smilodons | Centro Deportivo Municipal de Vicálvaro |

| Tres Cantos 19 gennaio 2019, ore 16:00 | Tres Cantos Jabatos | 13 – 6 referto | Majadahonda Wildcats | Polideportivo de La Luz |

| Las Rozas de Madrid 19 gennaio 2019, ore 18:30 | Las Rozas Black Demons | 6 – 12 referto | Madrid Capitals | Campo El Cantizal |

#### 2ª giornata
| Las Rozas de Madrid 2 febbraio 2019, ore 17:00 | Las Rozas Black Demons | 21 – 7 referto | Tres Cantos Jabatos | Campo El Cantizal |

| Pinto 2 febbraio 2019, ore 17:30 | Pinto Goldbats | 0 – 29 referto | Toros de Madrid | Estadio Municipal Rafael Mendoza |

| Madrid 3 febbraio 2019, ore 10:30 | Madrid Capitals | 18 – 0 referto | Alcorcón Smilodons | Polideportivo Palomeras |

| Majadahonda 3 febbraio 2019, ore 16:30 | Majadahonda Wildcats | 28 – 14 referto | Osos de Rivas | Campo de Fútbol Americano Valle del Arcipreste |

#### 3ª giornata
| Alcobendas 16 febbraio 2019, ore 12:00 | Osos de Rivas | 14 – 0 referto | Las Rozas Black Demons | Polideportivo Municipal Jose Caballero |

| Rivas-Vaciamadrid 16 febbraio 2019, ore 16:00 | Alcorcón Smilodons | 14 – 0 referto | Pinto Goldbats | Polideportivo Cerro del Telégrafo |

| Fuenlabrada 16 febbraio 2019, ore 17:00 | Toros de Madrid | 0 – 34 referto | Majadahonda Wildcats | Polideportivo Fermín Cacho |

| Tres Cantos 17 febbraio 2019, ore 16:00 | Tres Cantos Jabatos | 19 – 40 referto | Madrid Capitals | Polideportivo de La Luz |

#### 4ª giornata
| Madrid 9 marzo 2019, ore 10:30 | Madrid Capitals | 34 – 7 referto | Pinto Goldbats | Centro Deportivo Municipal Pepu Hernández |

| Las Rozas de Madrid 9 marzo 2019, ore 12:00 | Las Rozas Black Demons | 45 – 6 referto | Toros de Madrid | Campo El Cantizal |

| Majadahonda 9 marzo 2019, ore 15:30 | Majadahonda Wildcats | 7 – 2 referto | Alcorcón Smilodons | Campo de Fútbol Americano Valle del Arcipreste |

| Tres Cantos 9 marzo 2019, ore 16:00 | Tres Cantos Jabatos | 0 – 33 referto | Osos de Rivas | Polideportivo de La Luz |

#### 5ª giornata
| Alcobendas 23 marzo 2019, ore 12:30 | Osos de Rivas | 47 – 0 referto | Madrid Capitals | Polideportivo Municipal Jose Caballero |

| Rivas-Vaciamadrid 23 marzo 2019, ore 16:00 | Alcorcón Smilodons | 13 – 51 referto | Las Rozas Black Demons | Polideportivo Cerro del Telégrafo |

| Pinto 23 marzo 2019, ore 17:30 | Pinto Goldbats | 0 – 41 referto | Majadahonda Wildcats | Estadio Municipal Rafael Mendoza |

| Madrid 24 marzo 2019, ore 16:00 | Toros de Madrid | 14 – 14 referto | Tres Cantos Jabatos | Centro Deportivo Municipal de Vicálvaro |

#### 6ª giornata
| Las Rozas de Madrid 6 aprile 2019, ore 12:00 | Las Rozas Black Demons | 40 – 0 referto | Pinto Goldbats | Campo El Cantizal |

| Madrid 7 aprile 2019, ore 11:00 | Madrid Capitals | 0 – 28 referto | Majadahonda Wildcats | Centro Deportivo Municipal Pepu Hernández |

| Alcobendas 7 aprile 2019, ore 12:00 | Osos de Rivas | 39 – 0 referto | Toros de Madrid | Polideportivo Municipal Jose Caballero |

| Tres Cantos 7 aprile 2019, ore 16:00 | Tres Cantos Jabatos | 13 – 34 referto | Alcorcón Smilodons | Polideportivo de La Luz |

#### 7ª giornata
| Majadahonda 27 aprile 2019, ore 14:30 | Majadahonda Wildcats | 1 – 0 referto | Las Rozas Black Demons | Campo de Fútbol Americano Valle del Arcipreste |

| Pinto 27 aprile 2019, ore 17:30 | Pinto Goldbats | 6 – 6 referto | Tres Cantos Jabatos | Estadio Municipal Rafael Mendoza |

| Rivas-Vaciamadrid 27 aprile 2019, ore 19:00 | Alcorcón Smilodons | 13 – 39 referto | Osos de Rivas | Polideportivo Cerro del Telégrafo |

| Madrid 28 aprile 2019, ore 11:00 | Toros de Madrid | 0 – 32 referto | Madrid Capitals | Centro Deportivo Municipal de Vicálvaro |

### Classifica
La classifica della regular season è la seguente:
- PCT = percentuale di vittorie, G = partite giocate, V = partite vinte,  P = partite perse, PF = punti fatti, PS = punti subiti

| Pos. | Squadra                | PCT  | G | V | N | P | PF  | PS  |
| ---- | ---------------------- | ---- | - | - | - | - | --- | --- |
| 1    | Majadahonda Wildcats   | .857 | 7 | 6 | 0 | 1 | 145 | 29  |
| 2    | Osos de Rivas          | .857 | 7 | 6 | 0 | 1 | 230 | 41  |
| 3    | Madrid Capitals        | .714 | 7 | 5 | 0 | 2 | 136 | 107 |
| 4    | Las Rozas Black Demons | .571 | 7 | 4 | 0 | 3 | 163 | 53  |
| 5    | Alcorcón Smilodons     | .429 | 7 | 3 | 0 | 4 | 110 | 149 |
| 6    | Tres Cantos Jabatos    | .286 | 7 | 1 | 2 | 4 | 72  | 154 |
| 7    | Toros de Madrid        | .214 | 7 | 1 | 1 | 5 | 69  | 198 |
| 8    | Pinto Goldbats         | .010 | 7 | 0 | 1 | 6 | 13  | 217 |

## Playoff

### Tabellone
|  | Semifinali | Semifinali             | Semifinali |               |    | VI Final de la LMFA9   | VI Final de la LMFA9 | VI Final de la LMFA9 |  |
|  |            |                        |            |               |    |                        |                      |                      |  |
|  | 1          | Majadahonda Wildcats   | 23         |               |    |                        |                      |                      |  |
|  | 1          | Majadahonda Wildcats   | 23         |               |    |                        |                      |                      |  |
|  | 4          | Las Rozas Black Demons | 26         |               |    |                        |                      |                      |  |
|  | 4          | Las Rozas Black Demons | 26         |               | 4  | Las Rozas Black Demons | 17                   |                      |  |
|  |            |                        |            |               | 4  | Las Rozas Black Demons | 17                   |                      |  |
|  |            |                        | 2          | Osos de Rivas | 21 |                        |                      |                      |  |
|  | 3          | Madrid Capitals        | 2          | Osos de Rivas | 21 | 8                      |                      |                      |  |
|  | 3          | Madrid Capitals        |            |               |    |                        |                      |                      |  |
|  | 2          | Osos de Rivas          | 27         |               |    |                        |                      |                      |  |

### Semifinali
| Alcobendas 25 maggio 2019, ore 12:30 | Osos de Rivas | 27 – 8 referto | Madrid Capitals | Polideportivo Municipal Jose Caballero |

| Majadahonda 9 giugno 2019, ore 10:00 | Majadahonda Wildcats | 23 – 26 referto | Las Rozas Black Demons | Campo de Fútbol Americano Valle del Arcipreste |

### VI Final de la LMFA9
| Alcobendas 15 giugno 2019, ore 12:00 | Las Rozas Black Demons | 17 – 21 referto | Osos de Rivas | Polideportivo Municipal Jose Caballero |

## Verdetti
- Osos de Rivas Campioni della LMFA9 (4º titolo)